# Mario Musa
Mario Musa (* 6. Juli 1990 in Zagreb) ist ein kroatischer Fußballspieler.

## Verein
Musa begann seine Karriere in der Jugend von Dinamo Zagreb und wechselte 2009 leihweise zum Stadtrivalen Lokomotiva, wo er sein Debüt in der 1. HNL gab. Sechs Jahre später kehrte er zu Dinamo zurück und spielte dann auch in der UEFA Champions League und gewann seine ersten nationalen Titel. Zwischendurch wurde Musa kurzzeitig an Maccabi Haifa, Hammarby IF und Lokomotiva Zagreb verliehen. Ab dem Sommer 2019 pausierte er für anderthalb Jahre und steht seitdem wieder fest bei Lokomotiva unter Vertrag.

## Nationalmannschaft
Der Abwehrspieler bestritt zwischen 2008 und 2011 insgesamt sieben Partien für diverse kroatische Jugendnationalmannschaften.

## Erfolge
- Kroatischer Meister: 2016, 2019
- Kroatischer Pokalsieger: 2016